# 伊希姆拜
伊希姆拜（俄语：Ишимба́й）是俄羅斯巴什科爾托斯坦共和國的一座城市，位於別拉亞河畔。该市面积为103.47平方千米，海拔高度为150米，2017年人口为65,422人。
乌法国立航空技术大学在伊希姆拜设有分校区。